# Vladimir Majakovski
Vladimir Vladimirovič Majakovski (rus. Влади́мир Влади́мирович Маяко́вский, Bagdadi pokraj Kutaisa, 19. srpnja 1893. – Moskva, 14. travnja 1930.), ruski književnik, jedan od začetnika ruskog futurizma.
Polazio je slikarsku školu, bio zatvoren zbog socijalističke agitacije, oduševljeno prihvatio Oktobarsku revoluciju i stavio u njenu službu svoj pjesnički i slikarski talent. Pjesnički rad počeo je kao futurist, stojeći ujedno na čelu toga pokreta. Nastojao je stvoriti novu poeziju koja bi odgovarala urbanom, a zatim i revolucionarnom razdoblju povijesti Rusije i čovječanstva. Uvodi u poeziju vulgarizme, žargonske riječi, namjerno grube antiestetizme, stvara vlastite kovanice, služi se vrlo često igrom riječi, dotada nepoznatim metaforama, a posebno voli hiperbole. 
Razbija tradicionalnu ritmičku strukturu stiha i stvara novi, u grafičkom slogu "stepenasti" stih, koji posebno pogoduje stavu retoričkog pjesnika što se izravno obraća velikom auditoriju te tu svoju metodu, odnosno razloge za primjenu iste, izlaže u obliku konceptualnog eseja u svojoj knjizi Kako se prave stihovi? (1926.). Smisao takve poezije odvodi ga izravno na revolucionarnu tribinu, miting. Eksperimentalnu liriku slijede velike lirske poeme monološkog tipa "Oblak u hlačama", "Flauta-kralješnica", "Rat i svijet", "Čovjek". Stavljajući poeziju svjesno u službu revolucije piše agitacijske pjesme ("Lijevi marš") te scensko djelo na temu revolucije s biblijskim motivima "Misterij Buffo".
Svojim djelom izvršio velik utjecaj na razvitak sovjetske poezije, a djelovao je i na pjesnike izvan SSSR-a (Aragon, Becher, Vapcarov i dr.)
Završio je život samoubojstvom.
Neka djela na hrvatski mu je preveo hrvatski pjesnik Josip Sever.

## Djela
- Kako se prave stihovi? (1926.)